# Aşağıfırındere, Tokat
Aşağıfırındere là một xã thuộc thành phố Tokat, tỉnh Tokat, Thổ Nhĩ Kỳ. Dân số thời điểm năm 2011 là 120 người.